# Sainte-Fauste
Sainte-Fauste é uma comuna francesa na região administrativa do Centro, no departamento Indre. Estende-se por uma área de 22,9 km². Em 2010 a comuna tinha 273 habitantes (densidade: 11,9 hab./km²).